# 商船三井大樓

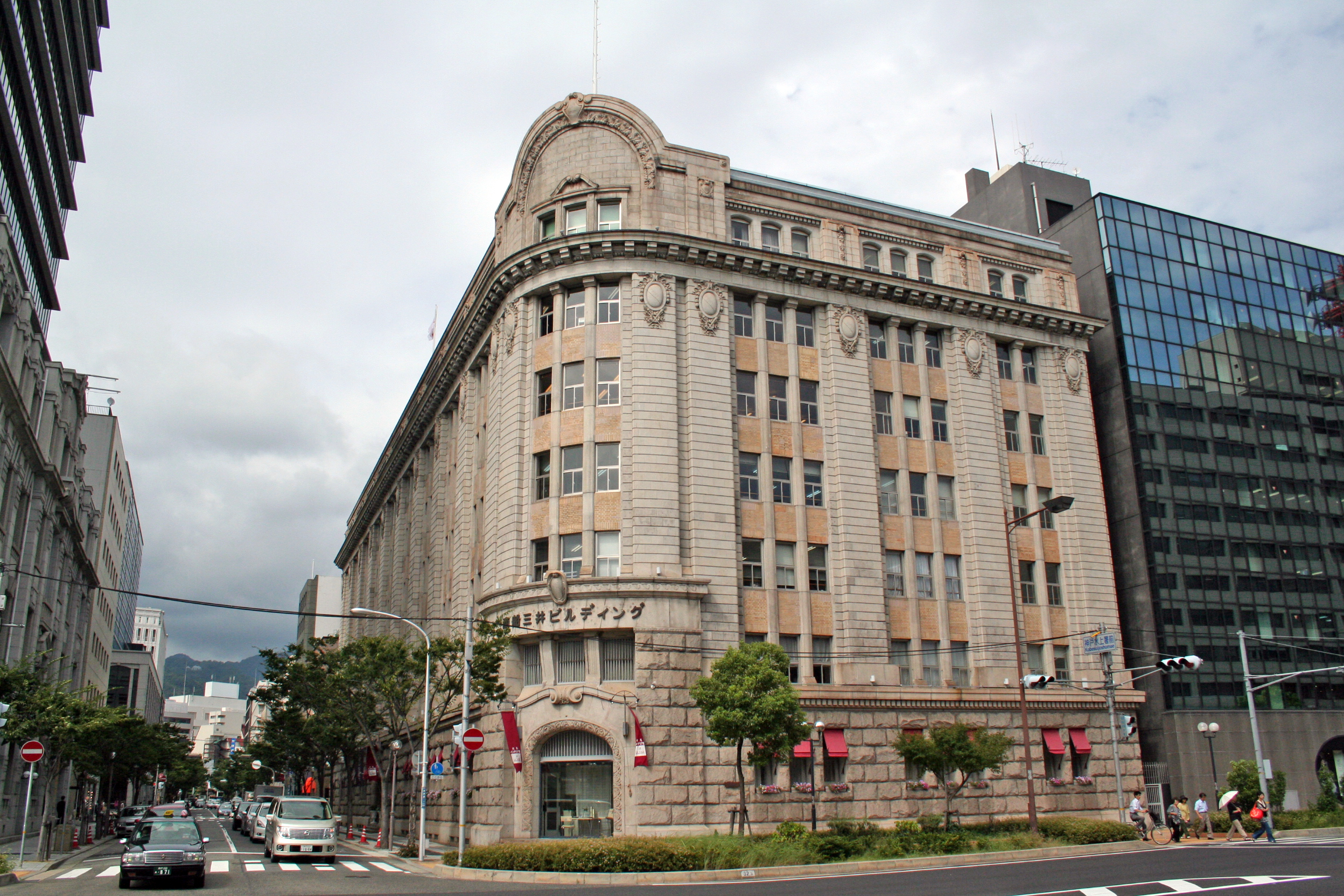
商船三井大樓

商船三井大樓（日语：商船三井ビルディング）是位於日本兵庫縣神戶市中央區的歷史建築。竣工於1922年，當時是旧大阪商船神戶支店。是近代化產業遺產的一部分。商船三井大樓高7層，是當時少有的高層建築，也是日本現在僅存的大正時期的大規模辦公樓。